# Гутурама рудочерева
Гутура́ма рудочерева (Euphonia rufiventris) — вид горобцеподібних птахів родини в'юркових (Fringillidae). Мешкає в Південній Америці.

## Опис
Довжина птаха становить 10-11,5 см, вага 13-18 г. Виду притаманний статевий диморфізм. У самців голова, верхня частина грудей, спина, крила і хвіст синювато-чорні, обличчя більш темне, потилиця і спина мають синій металевий відблиск. Груди, живіт і стегна золотисто-жовті, нижня частина живоа рудувато-оранжева. У самиць верхня частина тіла оливково-зелена, крила і хвіст чорнуваті з жовтими краями, боки і лоб жовтуваті, на потилиці сіра пляма. Груди і живіт сіруваті. Очі темно-карі, дзьоб і лапи чорнуваті.

## Підвиди
Виділяють два підвиди:
- E. r. rufiventris (Vieillot, 1819) — західна Амазонія;
- E. r. carnegiei Dickerman, 1988 — південна Венесуела.

## Поширення і екологія
Рудочереві гутурами мешкають в Колумбії, Еквадорі, Перу, Болівії, Бразилії і Венесуелі. Вони живуть в амазонській сельві, варзейських лісах (тропічних лісах у заплавах Амазонки і її притоків), на узліссях і на плантаціях. Зустрічаються парами або невеликими сімейними зграйками, переважно на висоті до 1000 м над рівнем моря. Живляться ягодами і плодами, доповнюють свій раціон дрібними комахами та іншими безхребетними.